# Gammelsträng
Gammelsträng är en småort i Norrbo socken i Hudiksvalls kommun, Gävleborgs län. SCB har sedan 1990 avgränsat en småort för bebyggelsen. 2015 hade folkmängden i området minskat och småorten avregistrerades. Vid avgränsningen 2020 klassades bebyggelsen återigen som småort.